# Karatsjaïsche Autonome Oblast
De Karatsjaïsche Autonome Oblast (Russisch: Карачаевская автономная область, Karatsjajevskaja avtonomnaja oblast) was een autonome oblast in de Sovjet-Unie. De oblast ontstond op 26 april 1926 uit de Karatsjaj-Tsjerkessische Autonome Oblast. De oblast werd in 1943 afgeschaft omdat Jozef Stalin de Karatsjaïers ervan verdacht met de Duitse bezetter te hebben gecollaboreerd.
De Karatsjaïsche Autonome Oblast werd na de rehabilitatie van de Karatsjaïers in januari 1957 opnieuw opgericht. In 1957 werd de Karatsjaïsche Autonome Oblast samengevoegd met de Tsjerkessische Autonome Oblast tot de Karatsjaj-Tsjerkessische Autonome Oblast.